# Тальяпьетра, Джино
Джино Тальяпьетра (итал. Gino Tagliapietra; 30 мая 1887, Любляна — 8 августа 1954, Венеция) — итальянский пианист, композитор и музыкальный педагог.
В 1899—1901 гг. учился в Вене у Юлиуса Эпштейна, в 1902—1907 гг. в Берлине у Ферруччо Бузони (исключительно как пианист). В 1907 г. был приглашён преподавать фортепиано в Венецианский музыкальный лицей и оставался на этой должности до 1949 г. К тому же 1907 году относится и первое сочинение Тальяпьетры — фортепианный ноктюрн. Во время Первой мировой войны, когда консерватория была временно закрыта, Тальяпьетра жил и работал в Риме, где сдружился со скрипачом Марио Корти — ему посвящена соната для скрипки и фортепиано Тальяпьетры (1937), единственное его сочинение для солирующей скрипки — и с Альфредо Казеллой, вместе с которым Тальяпьетра несколько раз выступал фортепианным дуэтом. Кроме того, Тальяпетра выступал в составе Венецианского трио со скрипачом Франческо Гварньери и виолончелистом Просперо Монтекки; дочь Монтекки Хильда в 1907—1911 гг. училась у него в лицее, а в 1913 году стала его женой. В 1922 г. вышел первый значительный педагогический труд Тальяпьетры — сборник «40 этюдов для совершенствования» (итал. 40 Studi di perfezionamento). В 1926 г. в театре Ла Фениче был с успехом поставлен его балет «Спящая красавица в лесу» (итал. La bella addormentata nel bosco). Среди других сочинений Тальяпьетры — Реквием (1923), фортепианные пьесы, песни, обработки и транскрипции. Он также составил Антологию старинной и современной музыки для фортепиано (1931—1932, Милан, 18 выпусков), включавшую 519 сочинений 157 авторов, от Фрескобальди и Фробергера до Сантоликвидо и Кастельнуово-Тедеско.